# 家娛國際台
家娛國際台是家娛頻道第二條頻道，2009年11月17日開播，2016年2月1日停播。

## 歷史
- 2009年11月17日，家娛國際台透過靖天傳播在中華電信MOD87頻道開播。
- 2016年2月1日，家娛國際台停播，由KLT-靖天國際台取代。